# Hanna Berger

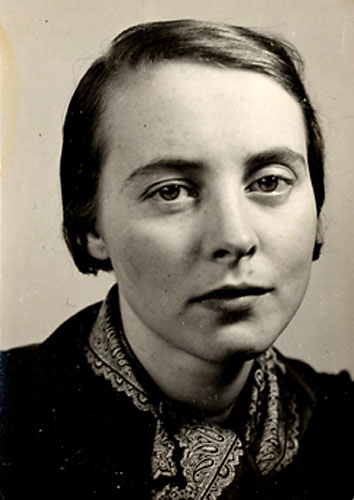
Hanna Berger

Johanna Elisabeth Hochleitner-Köllchen, coniugata Berger e nota semplicemente come Hanna (Vienna, 23 agosto 1910 – Berlino, 15 gennaio 1962) è stata una danzatrice, coreografa, insegnante, regista teatrale, direttrice artistica e scrittrice austriaca, appartenente al movimento per la danza libera.

## Biografia
Nacque a Vienna, figlia illegittima di Maria Hochleitner. Il padre era di estrazione borghese e lei lo descriverà in seguito come il ricco Eduard Wolfram. Il marito di Hochleitner era l'operaio ferroviario Wilhelm Köllchen. Battezzata secondo il rito cattolico romano, trascorse i primi anni della sua infanzia in parte con il nonno e in parte con la madre a Vienna nel quartiere operaio di Meidling, fino all'età di otto anni quando fu formalmente adottata da Köllchen. All'età di sei anni si ammalò di tubercolosi. La sua infanzia fu segnata dalla povertà, condizione che influenzò la sua esistenza facendole sviluppare una condizione descritta come "ipersensibilità e desiderio di arte" (in tedesco Überempfindsamkeit und Sehnsucht nach Kunst).
All'età di 14 anni iniziò a studiare pianoforte. A 16 anni sposò il macchinista Leopold Berger, ma l'unione si concluse con la separazione un anno dopo: decise di mantenere il suo nome da sposata pur non formalizzando il divorzio fino al 1943.
Nel biennio 1927-1928 aderì al Partito Comunista d'Austria. Dal 1929 al 1934 studiò danza moderna a Berlino con Jonny Ahemm, Vera Skoronel, Gertrud Wienecke e successivamente con Mary Wigman a Dresda. Per guadagnarsi da vivere, impartiva lezioni di danza con il nome di Hanna Wolfram e lavorava anche come massaggiatrice. Nel 1929 conobbe lo scultore Fritz Cremer, convinto comunista. La loro relazione sentimentale si protrasse fino al 1950, anno in cui Cremer decise di trasferirsi in Germania Est, motivo della loro separazione: a Cremer non piaceva l'"americanizzazione" di Vienna e la crescente attenzione rivolta verso i comunisti, ma la ragione più importante fu lo scandalo suscitato dal monumento alle vittime del fascismo nel Zentralfriedhof, il cimitero centrale di Vienna. L'opera rappresentava una figura bronzea nuda di un combattente della resistenza, che fu considerata controversa dalla Chiesa: l'arcivescovo di Vienna, Theodor Innitzer, volle che lo scultore nascondesse i genitali della statue con una foglia di fico, ma l'artista rifiutò. La relazione tra i due fu minata anche dai reiterati tradimenti di Cremer.

### Carriera artistica
I primi incarichi professionali come danzatrice contemporanea la videro impegnata in tournée con Mary Wigman nel 1935, esibendosi nel ciclo Frauentänze. Nel 1936 entrò a far parte della compagnia di Trudi Schoop, con cui danzò in Zur Annoncengabe e Fridolin unterwegs! durante una lunga tournée negli Stati Uniti, a Londra e Zurigo. Completò la sua formazione in danza moderna presso il Deutschen Meisterstätten für Tanz di Berlino, dove frequentò dei corsi di regia teatrale, balletto e danza.
Fin dal 1936 manifestò una convinta posizione antinazista, scelta confermata quando scrisse sotto pseudonimo per The Stage Artist gli articoli Tanz im Stadion e Über den deutschen Tanz und seine realen Inhalte per la rivista teatrale svizzera Der Bühnenkünstler, dove criticò la politica culturale nazista.
L'11 ottobre 1937 debuttò come coreografa e danzatrice alla Bach-Saal di Berlino: presentò una serie di danze incentrate su temi specifici, "Tre studi romantici: Estate, Tarda estate, Estate a Parigi", "Storia quotidiana: Ragazza, amante, madre abbandonata, donna in lutto". Nel momento culmine del suo assolo, eseguì una delle sue danze più conosciute, il "Solo Krieger", su musica di Ulrich Kessler. La danza era stata vietata dai nazisti e fu mostrata solo a beneficio dell'ambasciatore austriaco, patrocinatore dell'evento. Il 18 ottobre 1937, il balletto fu recensito da Dietrich Dibelius nel numero 521 della Frankfurter Zeitung in un articolo intitolato: Kritik zum Debüt-Abend von Hanna Berger anlässlich einer Aufführung des Tanzsolos Krieger op. 13. La danza della Berger non fu accolta bene dai nazisti e fu costretta a fuggire a Vienna.

Il suo debutto a Vienna avvenne nel dicembre 1937 nella sala grande dell'Urania. Trovò il sostegno e la protezione del consigliere comunale Viktor Matejka, che riconobbe la natura militante e politicamente espressiva della sua danza e le offrì un posto sicuro per esibirsi al Volksheim Ottakring. Il 5 febbraio 1938, Berger presentò nuovamente il "Krieger" al Volksheim Ottakring di Vienna. Il ballo fu recensito da un redattore a colloquio con Berger, nel giornale Arbeiter-Woche, affermando che tutti i presenti dovevano aver sviluppato un certo disgusto per la guerra. Il critico e autore di danza Andrea Amort affermò che:
Nel 1938, poco prima dell'annessione dell'Austria alla Germania, seguì Fritz Cremer in Italia per assumere un incarico presso la Regia Accademia d'Arte Drammatica di Roma. Dopo un semestre, superò la prova di idoneità per una posizione accademica. Grazie al sostegno della Regia Accademia, approfondì gli studi di coreografia e si esibì a Firenze e Messina e infine in tutta Italia.
Con lo scoppio della seconda guerra mondiale, la situazione modificò i suoi progetti. A Berlino continuò a danzare, a dare lezioni di ginnastica e di pianoforte, a recitare e lavorare come modella. Occasionalmente organizzò anche serate di ballo che attirarono l'attenzione della Gestapo. Nel 1940, danzò a Roma nel ciclo Italienische Reise; un anno dopo, si esibì nel Teatro sul Kurfürstendamm con Marianne Vogelsang. Tra il 1941 e il 1942, mise in scena Die Unbekannte aus der Seine; il 30 maggio 1943, tenne una propria serata di danza nel Teatro sul Kurfürstendamm. Nell'ottobre 1942, in diverse date, danzò al Teatro Schiller sotto la direzione di Heinrich George. Collaborò anche con gli attori Will Quadflieg ed Ernst Legal. Per eludere la Camera della Cultura del Reich e la Gestapo, definì le sue creazioni "danze storiche".

### Resistenza
Dal 1937, sia la Berger che Cremer furono coinvolti nel gruppo antinazista dell'Orchestra Rossa di Berlino. La Berger utilizzò occasionalmente il proprio appartamento, situato al numero 48 di Düsseldorfer Strasse, come luogo di incontro per i membri del gruppo, tra cui lo scultore comunista Kurt Schumacher e l'attore Wilhelm Schürmann-Horster, la scultrice Ruthild Hahne, la ballerina Oda Schottmüller e il commerciante Wolfgang Thiess. Anche lo studio di Cremer fungeva da ritrovo per lo scambio del materiale della resistenza. Tramite Hans Coppi, amico di Schürmann-Horster, Berger entrò in contatto con Harro Schulze-Boysen: il gruppo aveva una forte convinzione della superiorità del comunismo rispetto al capitalismo e al fascismo. Le attività della Berger furono interrotte dal suo arresto avvenuto il 24 ottobre 1942 a Poznań "con il sospetto di alto tradimento"; trascorse diversi mesi in prigione a Berlino dal novembre 1942 all'agosto 1943.
Durante la perquisizione domiciliare, la Gestapo trovò 88 libri comunisti e di autori proibiti, come ad esempio il Das Kapital di Karl Marx, insieme a un manoscritto della Berger intitolato Über den deutschen Tanz und seine realen Inhalte, in cui criticò l'appropriazione culturale nazista della danza in Germania con le relative regole e in cui proponeva suggerimenti per una sua riforma. Durante la requisitoria fu accusata di aver "permesso in casa sua le riunioni comuniste sovversive".
Il suo processo si svolse presso il Tribunale del Popolo di Berlino. Riuscì a evitare la condanna a morte grazie a un'abile strategia difensiva, presentandosi come una figura politicamente inesperta. Numerose persone deposero in suo favore, tra cui la madre, Cremer, alcuni studenti e amici, e anche personalità di spicco come la ballerina Marianne Vogelsang, tutti si concentrarono sulla sua presentazione come una vera artista dedita alla sua forma d'arte. L'assenza di prove concrete di attività comuniste portò alla sua assoluzione dalla condanna a morte a differenza di molti altri amici e combattenti della resistenza. Il 23 agosto 1943 fu condannata a due anni di lavori forzati. Riuscì a fuggire durante il trasferimento al campo di concentramento di Ravensbrück durante il bombardamento di Berlino. Nonostante le ferite riportate, il 15 settembre 1943 riuscì a tornare a Vienna.

### Dopoguerra
Dopo la guerra lavorò come critica di danza e come autrice di sceneggiature cinematografiche. Il 16 maggio 1945 rifondò il Teatro dei Bambini di Vienna, improntato in stile antiautoritario e nel quale si distinsero Christine Ostermayer, Klaus Löwitsch e Gerhard Senft, mantenendone la direzione fino al 1950. Il 15 settembre, inaugurò il teatro con la commedia Il piccolo sarto coraggioso. Il 15 giugno 1945, si esibì per la prima volta nella Grande Sala dei Concerti di Vienna con la Solidaritätslied, scritta da Brecht e Eisler per il film Kuhle Wampe e cantata dal coro della Libera Gioventù Austriaca. In ottobre venne nominata insegnante di danza presso l'Università per la musica e le arti interpretative di Vienna. Nel novembre 1945 partecipò attivamente alle prime elezioni del dopoguerra in Austria, divenendo una figura di notevole notorietà.
Nel 1946, Berger apprese della prigionia di Fritz Cremer in Jugoslavia e riuscì a ottenere l'intervento del Partito Comunista d'Austria per la liberazione. Cremer arrivò a Vienna nell'autunno del 1946. Nel 1950, Cremer si trasferì nella Repubblica Democratica Tedesca e assunse la direzione del corso di perfezionamento dell'Accademia delle Arti, ponendo di fatto fine al loro rapporto.
Gli anni tra il 1945 e il 1952 furono i più creativi e produttivi, quando divenne una celebrità riconosciuta pur manifestando apertamente le sue convinzioni politiche. In questo periodo si esibì in diverse città d'Europa come Berlino, Zurigo, Vienna, Parigi e Roma, e anche in Cecoslovacchia, Polonia e Ungheria. Nel 1949 fu fondata la Repubblica Democratica Tedesca. La Berger fu attratta dal nuovo Stato e prese in considerazione l'idea di trasferirsi: la scelta fu motivata dal clima sempre più ostile che si sviluppò in Austria nei confronti di coloro che collaboravano con le istituzioni sovietiche e, più in generale, verso i comunisti. In questo periodo, interpretò Unbekannte aus der Seine, oltre a Madonna, Kampfruf e Unbekannte. Nel 1952 fu licenziata dall'Università di Musica e Arti dello Spettacolo; nei due anni successivi non riuscì a trovare lavoro in Austria in produzioni finanziate dagli Stati Uniti. Riuscì a lavorare all'estero, insegnando in Sicilia e in Sardegna e poi a Vienna e Berlino fino alla fine degli anni Cinquanta.
Nel 1956 Berger assunse il ruolo di coreografa dell'opera La piccola volpe astuta di Leoš Janáček, diretta da Walter Felsenstein. I suoi tentativi di essere considerata come regista sotto la direzione di Felsenstein si conclusero con un fallimento. Continuò a spostarsi frequentemente tra Vienna, Parigi, l'Italia, la DDR e altri Paesi socialisti senza avere una residenza permanente fino alla sua morte. Le sue convinzioni comuniste rimasero un ostacolo per la sua carriera.
Dopo la relazione con Fritz Cremer, il compositore viennese Paul Kont divenne il suo compagno. Insieme a lui fondò il Gruppo di danza da camera di Vienna intorno al 1954. Scrisse anche la musica per tre coreografie, tra cui Dance ads di Schoop nel 1956 e The sad hunter e Amores Pastorals nel 1958, coreografati e trasmessi dalla televisione austriaca. 
Studiando design cinematografico all'Accademia di musica di Vienna dal 1955 al 1957, aspirò a una nuova carriera come regista. Per conto della città di Vienna, ebbe l'opportunità di studiare con Marcel Marceau a Parigi: essendo una delle prime allieve di Marcel Marceau, ottenne il diploma di insegnante. Eseguì anche opere di Grete Wiesenthal.

### Ultimi anni e morte
Negli ultimi anni della sua carriera si dedicò alla danza espressiva. Non manifestò interesse per le distinzioni tra correnti artistiche, adottando sempre gli strumenti e le metodologie ritenute più adeguate. Le sue ultime esibizioni importanti come danzatrice furono a Berlino Est presso il Berliner Ensemble nel 1956 e a Vienna con due spettacoli alla Ehrbar Hall nell'ambito della Giornata internazionale della donna nel 1961.
Hanna Berger morì il 15 gennaio 1962 all'ospedale Charité di Berlino Est, durante un'operazione per curare un secondo tumore al cervello. È sepolta nel cimitero Meidling a Vienna.

## Stile
Hanna Berger incorpora nelle sue opere aspetti di molti stili e forme d'arte: i suoi assoli di danza ponevano l'accento sul sentimento di una situazione che esprime con un'apparente essenzialità tecnica: alcuni passaggi sono definiti, altri non sono permanentemente coreografati, mentre altri ancora devono essere improvvisati liberamente dall'interprete. Artista impegnata politicamente, incorpora spesso elementi politici nei suoi assoli.

## Impatto culturale
Hanna Berger era stata in parte dimenticata, ma la sua opera fu riscoperta a Vienna nel 1995 con una nuova interpretazione della coreografia solista de L'Inconnue de la Seine Op. 27 sul brano per pianoforte di Claude Debussy Reflets dans l'eau aus der Images (Vol. 1) di Ottilie Mitterhuber e ballata da Esther Koller. È considerata uno dei grandi nomi della danza, insieme a Grete Wiesenthal e Rosalia Chladek.
Come parte della produzione "Danze di fuorilegge" di Esther Linley, nel 1995 questo assolo rivestì un ruolo centrale al Linzer Posthof. Nel 2000 Mitterhuber ha ricostruito l'assolo di Berger "mimosa" (Casella) nuovamente interpretato da Esther Koller. Il programma espositivo "Danza in esilio" è stato curato da Andrea Amort al Teatro dell'Accademia di Vienna durante il festival "tanz2000.at & ImPulsTanz". Il programma "Hanna Berger: Retouchings" è stato curato nel 2006 da Andrea Amort presso il Festspielhaus St. Pölten di Sankt Pölten. Opere frammentarie di Berger sono state rielaborate come nuove creazioni da Nicholas Adler, Manfred Aichinger, Bernd R. Bienert, Rose Breuss e Willi Dorner. Il programma è stato presentato ai festival di Washington, Braunschweig e Vienna. Esther Koller ha danzato "L'Inconnue de la Seine" nel 2011 in occasione dell'inaugurazione di una mostra dedicata ai successi delle donne insegnanti presso l'Università di Musica e Arti dello Spettacolo di Vienna.
Nel 2010, Andrea Amort, storica e docente presso il Conservatorio di Vienna, pubblicò Hanna Berger, Spuren einer Tonzerin im Widerstand, dopo un'approfondita ricerca che ha portato alla scoperta di numerosi documenti d'archivio inediti. Nel 2019, nell'ambito della mostra Alles tanzt. Kosmos Wiener Tanzmoderne allestita al Museo del Teatro di Vienna, Eva-Maria Schaller presentò una versione ampliata de L'Inconnue de la Seine.